# Камехамеха II
Камехамеха II (око 1797 — 14. јул 1824), у Лондону; његово рођено име било је Лихолихо) је био владар Краљевине Хаваји од 1819. до 1824. године . Био је син краља Камехамеха I и његове прве жене Кеопуолани. Он је наследио престо након очеве смрти 1819. године, али је стварни владар била последња удовица Камехамехе I, Каахуману.
Увео је хришћанство као популарну религију и као резултат тога забранио неке ритуале староседелаца, укључујући јавне хула наступе. Камехамеха II је укинуо систем капу 1819. године. Китоловци, трговци и први мисионари стигли су у земљу 1820. Са собом су донели и болести, након чега је умрло око половине становништва. На путовању за Лондон 1824. да се упозна са британским краљем Џорџ IV, у посети у Лондону, он и његова жена су умрли од морбила. Његов брат Камехамеха III га је наследио.

## Биографија
Камехамеха II је рођен око 1797. године на острву Хаваји, прворођени син Камехамеха I са најузвишенијом супругом Кеопуолани. Првобитно је било планирано да се роди у месту Куканилоко на острву Оаху, али краљичина болест спречава путовања.
Уз бригу његовога оца и поузданог слуге Ханапи, који је узео дете да га узгаја у земљама Кахолаве и Хило (Хаваји), након пет или шест месеци га је преузела бака по мајци Кекуиапоива Лилиха, се бринула о њему. Камехамеха I га је тада ставила на чување краљице Каахуману (друга супруга Камехамеха I), која је постављена за званичног старатеља Лихолиха.
Француз Жан Баптист Ривес стигао је на острва почетком 19. века. Ривес је краљевске принчеве научио енглески и француски, постајући блиски пријатељ (аикане). Међу осталим пратиоцима били су Чарлс Канаина, Кекуанаоа и Лануи.
Био је именован Иолани Лихолихо. Његово прво име значило је „краљевски јастреб“ док је његово друго име: Лихолихо контракција Каланинуи Лихолихо (велика небеска црнина).

## Успон
Након очеве смрти Камехамехе I 1819. године, ступио је на престо, али прави владар била је последња удовица, краљица Каахуману није намеравала да му да стварно вођство. Када је Лихолихо запловио ка обалама Калаоа Хило (Хаваји) (тадашње престонице), поздравила га је носећи му у сусрет Камехамехе I краљевски црвени огртач и најавила људима на обали и изненађеном Лихолиху: „Нас двоје ћемо владати земљом“. Лихолихо, млад и неискусан, није имао другог избора. Био је присиљен да преузме само церемонијалну улогу; административну власт је водила Каахуману, и постала први Кеоуа Нуи регента на Хавајима. Лихолихо је узео титулу „краљ Камехамеха II“, али је више волео да га зову Иолани, што значи („небески“) или („краљевски јастреб“).

## Владавина
Камехамеха II се највише памти по Аи Ноа, кршењу древног ритуала Капу (табу) система верских закона, укључујући и представе Хула (плес) у јавности, након шест месеци његове владавине када је седео за једном столом са Каахуману и његовом мајком Кепуолани заједно су јели. Уследило је распадање древне свештеничке класе свештеника и уништавање храмова и слика.
Краљ Камехамеха I завештао је његовог ратног Бога Ку-ка-или-моку, и његове храмове његовом рођаку Кекуаокаланију. Он је захтевао од Лихолихо да повуче своје указе против древне хавајског традиције, свештенства, и да дозволи обнову храмова и отпусти врховног поглавара Каланимоку, али су регент Каахуману и Камехамеха I све су захтеве одбили. У битци код Куамоа на острву Хаваји, краљеве боље наоружане снаге, предвођене Каланимокуом, победили су последње бранитеље хавајских богова, храмова и свештенства древних ритуала религије. Први хришћански мисионари стигли су само неколико месеци касније на Хавајска острва.
Никада се није званично преобратио у хришћанство јер је одбио да се одрекне четири од својих пет жена и љубави према алкохолу. Попут свог оца, оженио се са неколико рођакиња високог ранга, био је („последњи хавајски полигамијски краљ”). Омиљена супруга била му је полусестра Камамалу. Кинау, Камамалуина пунокрвна сестра, била му је друга супруга, која се касније поново удала и постала Кухина Нуи. Принцеза Каланипауахи била је његова нећакиња његовог полубрата Паули Каолеиокуа. Касније се поново удала и родила принцезу Рутх Келиколани. Кекаулуохи је била полусестра Камамалу и Кинау по мајци Калакуа Кахеихеималие која је била једна од супруга његовог оца. Принцеза Кекауонохи била је Лихолихова нећакиња и унука Камехамеха I, а касније ће постати краљевски гувернер острва Мауи и Кауаи.

Знало се да је импулсиван. На пример, 16. новембра 1820 је купио краљевску јахту познату као Клеопатрина тегленица за 8000 литара уља од сандаловине (преко милион фунти), процењује се да вреди око 80.000 долара у то време. Пре неколико година продала га је породица Кровнинсхелд из Салема, Масачусетс за 15.400 долара. Камехамеха II био је прилично поносан на свој брод; по речима Чарлеса Буларда, агента бродовласника: 
„Ако желите да знате како Религија стоји на острвима, могу вам рећи - толеришу се све секте, али краљ обожава тегленицу".
Покушао је да стекне наклоност мисионара нудећи им бесплатне ескурзије раскошним бродом и редовно је забављао стране посетиоце избором алкохолних пића. 18. априла 1822. била је потребна велика поправка јахте јер је већина дрвета иструлила. Платио је да му се дрво испоручује са северозападног Пацифика ради поправки, а затим је свој брод преименовао у Хаахео о Хаваии („Понос Хаваја"). Након оправке 10. маја 1823, срушен је мање од годину дана касније.
У лето 1821. године био је на малом броду са циљем путовања према плажи Ева, западно од Хонолулуа. На броду је било неколико племића као поглавица Капиолани и гувернер Боки са око 30 људи. Наредио је броду да уместо тога путовања пређе опасан канал све до острва Кауаи, упркос томе што на броду није имао компас, карте и одредбе места. Некако су стигли до Кауаија. Када су стигли, локални поглавица Каумуали није испалио топове на ненаоружани брод већ је дочекао младог краља. На краљевску јахту је стигла и краљевска забава која је трајала више од месец дана. Онда је једне ноћи након што је позвао Каумуалија на брод, Камехамеха II изненадно је наредио да јахта плови у ноћи. По повратку у Хонолулу, Каумуали је „ожењен" са Каахуману и држан је у кућном притвору у егзилу до његове смрти.

## Кобна посета Великој Британији
Још једно његово путовање показало се кобним. 16. априла 1822. енглески мисионар Вилиам Елис стигао је са Једрењаком шкуна Принце Регент од шест пушака како би проширио своју све већу колекцију бродова. То је био поклон Џорџа IV, краља Велике Британије, у знак захвалности Камехамеха II написао је писмо тражећи ближе дипломатске везе. Желео је да путује у Лондон, али његови саветници, укључујући Кеопуоланија и Каахумануа, били су против те идеје. Након смрти мајке Кеопуолани 16. септембра 1823, одлучио се да крене на пут.
У новембру 1823. године, Камехамеха II и краљица Камамалу наручили су британски брод лов на китове Л'Аигле (на француском „орао“) под капетаном Валентине Старбук да их одведе у Лондон. У пратњи су били гувернер Боки и краљица Лилиха, као и друге поглавице и пратиоци, укључујући Мануиа, Наихе Кукуи, Канехоа (Џејмс Јанг), Наивеу и Наукане, који су већ били у Америци (где је променуо име у Џон Кохе) назад за Енглеску.
У фебруару 1824 стигли су у Рио де Жанеиро ново независно царства Бразила, где су срели Педро I од Бразила. Цар је Камехамехи II поклонио церемонијални мач опточен дијамантима са златним плаштем, а за узврат му је уручен домаћи хавајски огртач од перја направљен од ретког тропског птичјег перја, 2018. године је изгорео у пожару који је уништио Бразилски национални музеј. Краљица Камамалу добија дијамантски прстен; заузврат нуди огрлицу од жутог перја.
Стигли су 17. маја 1824. у Портсмут, а сутрадан су се уселили у хотел Каледониан у Лондону. Министар спољних послова Георг Канинг именовао је Фредерика Гералда Бинга (1784–1871) да надгледа њихову посету. Бинг је био господски послужитељ, пети син Џохн Бинг-а, 5. Висконт Торингтон и пријатељ Беау Брумел-а, познат више по својој храпавој моди, него по дипломатији. Локална штампа је њихов долазак дочекала са мешавином радозналости и подсмеха. Нису били сигурни како да зову краља, пишући његово име „Лихолихо" на разне начине, попут „Рхео Рхио". Неки су направили каламбуре на чињеници да је Бингов надимак био „Пудлица" и на хавајском ʻилио ʻилиоби значило је „пас паса“ и да је британско име краљевине било „Сендвич острва“. Бинг се побринуо да имају одговарајућу одећу за све своје јавне наступе.
Дана 28. маја у њихову част одржан је пријем са 200 гостију, укључујући неколико војвода. Обишли су Лондон, посетивши Вестминстерску опатију, али он је одбио да уђе јер није желео да оскрнави њихово место сахране. По речима Била Маиохоа, кустоса краљевског маузолеја на Хавајима, Лихолихо, краљ Камехамеха II, одбио је да закорачи тамо, јер није био у крвној вези. То су били краљеви, он је осећао да нема право да прилази ковчезима. Он чак није ни за корак стопом ступио унутра, није хтео да оскрнави њихова гробна места његовим присуству или појачаним стопалима у том подручју. Посетили су оперу и балет, Краљевска опера у Лондону 31. маја, Позориште Друри Лејн 4. јуна, у Ројал Боку. Камамалу и Камехамеха II били су необичан призор за Британце који су видели мало староседелаца Хаваја, штавише, Камамалу је била висока преко два метра. Неколико судских чланова имало је насликане портрете породице Хаитер.
Краљ Џорџ IV коначно је заказао састанак за 21. јун, али је морао бити одложен јер се Камамалу разболела. Хавајски суд је добио морбили, на које нису имали имунитет. Вероватно су оболели од своје посете Краљевском војном азилу (данас Краљевској војној школи војводе од Јорка) 5. јуна. Краљица Камамалу је умрла, 8. јула 1824. Ожалошћени Камехамеха II умро је шест дана касније 14. јула 1824. године.
Огромне гужве створиле су се 17. јула у хотелу Каледониан када је положен у ковчег. Дана 18. јула посмртна тела су била смештена у крипти цркве Светог Мартина, где су чекали превоз кући. Боки гувернер је преузео вођство над делегацијом и коначно имао аудијенцију код краља Џорџу IV. Канехоа (Џејмс Јанг), са показао врхунским вештинама енглеског језика које је знао од његовог енглески оца Џонн Јанг, поверена су му званична писма о уводу и служио је као нови преводилац. Ривес и Старбук оптужени су за погрешно трошење краљевске ризнице и отпуштени су.
У августу 1824. године посмртна тела кренула су за Хаваје огромном фрегатом краљевске морнарице ХМС-Блонде под командом капетана Џорџ Гордон.
Фрегат је стигла у Хонолулу 6. маја, 1825. Каланимоку је примио писмо од Ривес-а о смрти, па су се хавајски краљеви окупили у његовој кући где су тела днета за сахрану. Маринци и посада са брода направили су свечану поворку, бродски капелан прочитао је англиканску молитву, а америчком мисионару је било дозвољено да се моли на хавајском језику.Сахрањени су на земљишту палаче Иолани у коралној кући која је требало да буде хавајска верзија гробница коју је Лихолихо видео у Лондону. На крају су пресељени у Краљевски маузолеј на Хавајима познат као Мауна Ала. Камехамеха II наследио је његов млађи брат Кауикеаоули, који је постао краљ Камехамеха III.
Године 1824. у посети Енглеској краљу Џорџу IV, краљ Камехамеха II и његова супруга Камамалу умрли су од морбила.